# Pfarrkirche Martinsberg

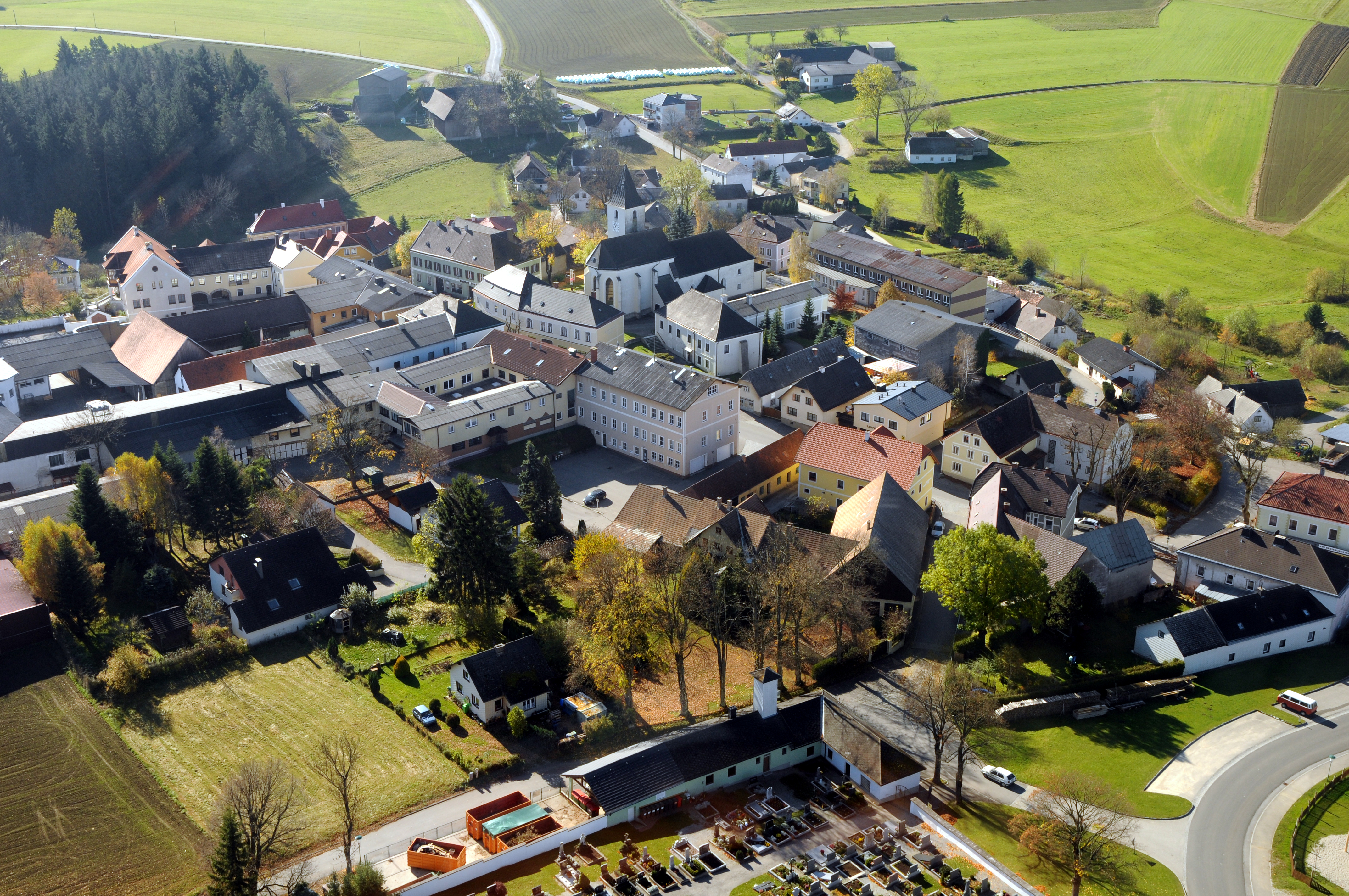
Katholische Pfarrkirche hl. Martin in Martinsberg

Die römisch-katholische Pfarrkirche Martinsberg steht auf einer kleinen Anhöhe in der Ortschaft der Marktgemeinde Martinsberg im Bezirk Zwettl in Niederösterreich. Die dem Patrozinium des Heiligen Martin von Tours unterstellte Pfarrkirche gehört zum Dekanat Zwettl in der Diözese St. Pölten. Die Kirche steht unter Denkmalschutz (Listeneintrag).

## Geschichte
Urkundlich wurde 1140 eine Pfarre und die Kirchweihe durch Bischof Reginbert von Passau genannt.
1503 wurde der Markt vom Stift Kremsmünster an die Herrschaft Pöggstall verkauft. Im 16. Jahrhundert war der Markt protestantisch. Die romanische und gotische Kirche wurde 1743 barockisiert. Die Kirche wurde 1974/1976 innen und 1984 außen restauriert.

## Architektur
Das Kirchengebäude zeigt ein romanisches Langhaus und einen gotischen Chor mit einer Südkapelle und einem barockisierten Turm. Es war ehemals von einem Friedhof und ist derzeit von einer Grünanlage umgeben.
Das Kirchenäußere zeigt ein spätromanisches Langhaus aus der Mitte des 13. Jahrhunderts teils mit Fischgrätmauerwerk, unterhalb der Dachtraufe befindet sich ein vermauertes romanisches Rundbogenfenster, sonst gotisierende Spitzbogenfenster, südseitig befindet sich ein vermauertes spätromanisches Portal. Die frühgotische Südkapelle ist die ehemalige Grabkapelle der Patronatsherren wohl aus der ersten Hälfte des 14. Jahrhunderts, die Kapelle hat kleine romanische Rundbogenfenster in Trichterlaibung und ein vermauertes gotisches Portal an der Westseite. Der leicht eingezogene gotische Chor ist wesentlich höher als das Langhaus, der Chor hat einen Dreiseitschluss mit Strebepfeilern und einen umlaufenden Sockel und Spitzbogenfenster. Der im Kern mittelalterliche Südturm hat ein barockes Glockengeschoß und Rundbogenfenster, er trägt einen Spitzhelm. Der nördliche frühgotische Sakristeianbau entstand im 14. Jahrhundert. Der Torvorbau entstand um 1975.
Das Kircheninnere zeigt ein Langhaus unter einer Flachdecke, das barocke Kreuzgratgewölbe ist entfernt. Die Orgelempore entstand 1975. Der Chor unter einer Flachdecke ist um acht Stufen höher und mit dem Langhaus durch einen breiten Flachbogen verbunden, am Dachboden ist der ehemals hohe Triumphbogen erhalten. Die Südkapelle war ehemals mit einem Bogen mit dem Langhaus verbunden, heute Sakristei, es gibt ein zweijochiges Kreuzrippengewölbe mit abgefasten Rippen auf halbachteckigen Wandvorlagen und spitzen Konsolen und Rosettenschlusssteinen. Die ehemalige Nordsakristei ist kreuzrippengewölbt mit derben Rippen, heute eine Kapelle.

## Einrichtung
Der barocke Hochaltar aus dem vierten Viertel des 17. Jahrhunderts hat einen Säulenaufbau und einen gesprengten Giebel, er zeigt das Altarblatt Heilige Familie und im Oberbild hl. Martin aus dem Ende des 19. Jahrhunderts und trägt die barocken Seitenfiguren der Heiligen Peter und Paul.
Die Orgel bauten Max Zachistal und Franz Capek 1892. Eine Glocke nennt Martin Feltl 1768.